# 全叶马先蒿
全叶马先蒿（学名：Pedicularis integrifolia）是列当科马先蒿属的植物。其种加词“integrifolia”意为“全缘叶的”。分布在喜马拉雅以及中国大陆的青海、西藏等地，生长于海拔4,000米的地区，常生于高山石砾草原中，目前尚未由人工引种栽培。

## 异名
- Pedicularis integrifolia Hook. f. ssp. integerrima (Pennell et Li) Tsoong

## 亚种
- 全叶马先蒿指名亚种 Pedicularis integrifolia subsp. integrifolia
- 全叶马先蒿全缘亚种 Pedicularis integrifolia subsp. integerrima